# Economia Kazahstanului
Economia Kazahstanului este cea mai mare economie din Asia Centrală, atât absolută, cât și pe cap de locuitor, dar moneda a înregistrat o depreciere puternică între anii 2013 și 2016. Are rezerve de petrol, precum și de minerale și metale. De asemenea, are un potențial agricol considerabil, cu vastul său teren de stepă, care găzduiește atât producția de animale, cât și producția de cereale. Munții din sud sunt importanți pentru mere și nuci. Sectorul industrial din Kazahstan se bazează pe extracția și prelucrarea acestor resurse naturale.
PIB-ul pe cap de locuitor a scăzut cu 26 % în anii nouăzeci. În anii 2000, economia Kazahstanului a crescut drastic, ajutată de creșterea prețurilor pe piețele mondiale pentru exporturile principale din Kazahstan - petrol, metale și cereale. PIB-ul a crescut cu 9,6 % în 2000, de la 1,7 % în 1999. În 2006, PIB-ul a crescut cu 10,6 %. Schimburile comerciale intense cu Rusia și China, precum și cu națiunile învecinate din Comunitatea Statelor Independente (CSI)  au contribuit la stimularea acestei creșteri. Creșterea economică crescută a condus, de asemenea, la o schimbare a finanțelor publice, bugetul trecând de la un deficit de 3,7 % din PIB în 1999 la un excedent de 0,1 % în 2000. Țara a cunoscut o încetinire a creșterii economice din 2014, declanșată de scăderea prețurilor la petrol și de efectele crizei din Ucraina. Moneda țării a fost devalorizată cu 19 % în 2014 și cu 22 % în 2015.
În 2017, Forumul Economic Mondial a realizat Clasamentul Global al Competitivității clasând Kazahstanul pe locul 57 din 144 de țări. Clasamentul ia în considerare factori macroeconomici și financiari multipli, cum ar fi mărimea pieței, PIB, cotele de impozitare, dezvoltarea infrastructurii etc. În 2012, Forumul Economic Mondial a numit corupția drept cel mai mare impediment în a face afaceri în țară  timp ce Banca Mondială a enumerat Kazahstanul ca fiind un centru al corupției, la egalitate cu Angola, Bolivia, Kenya, Libia și Pakistan.  
Vicepreședintele Băncii Mondiale pentru Europa și Asia Centrală, Cyril Muller, a vizitat Nur-Sultanul în ianuarie 2017, felicitând progresele înregistrate de țara în cadrul parteneriatului de 25 de ani cu Banca Mondială. Muller a vorbit, de asemenea, despre poziționarea îmbunătățită a Kazahstanului în Raportul de „Derularea al afacerilor” (Doing Business) al Băncii Mondiale din 2017, în care Kazahstanul s-a clasat pe locul 35 din 190 de țări din întreaga lume.
Kazahstanul a obținut poziția a treia în clasamentul regional al Indicelui Global al Inovării (GII) din Asia Centrală și de Sud, stabilit de Organizația Mondială a Proprietății Intelectuale.

## Creștere economică și PIB
PIB-ul Kazahstanului a crescut cu 4,1 % în termeni reali în perioada ianuarie-septembrie 2014.
Creșterea PIB-ului real din Kazahstan a fost estimată să ajungă la 4,3 % în 2014, principalul motor al economiei din Kazahstan în 2014 fiind sectorul de consum; consumul din Kazahstan este în principal stimulat de împrumuturile cu amănuntul.
Potrivit Agenției de Statistică a Republicii Kazahstan, creșterea PIB-ului Kazahstanului în primul trimestru al anului 2014 a fost de 3,8 %.
Guvernul Kazahstanului a semnat un acord cadru de parteneriat cu BIRD, IFC, MIGA la 1 mai 2014; în conformitate cu acest acord, Banca Mondială va aloca 2,5 miliarde de dolari Kazahstanului, pentru diversificarea economiei și pentru o dezvoltare durabilă.
Începând cu anul 2015, Banca Mondială a clasificat Kazahstanul ca țară cu venituri medii cu un PIB pe cap de locuitor de aproape10.500 de dolari.
Investițiile străine directe au crescut cu 30 % în 2015 în industria agricolă din Kazahstan și 80 % în sectorul produselor petroliere din țară. În 2016 economia Kazahstanului a început să se redreseze din cauza crizei cauzate de prețurile scăzute ale petrolului și de devalorizarea tengei. Potrivit ministrului economiei din Kazahstan, în nouă luni din 2016, creșterea PIB a ajuns la 0,4 %. Printre sectoarele din economie cu cea mai mare creștere s-au numărat cel al construcțiilor (6,9 %), al agriculturii (4,9 %) și sectorul transporturilor (4,0 %).

## Sectoare ale economiei

### Principale

#### Energie
Kazahstan este lider în lume la producția de uraniu cu 35 % din producția globală și are cele mai mari rezerve de uraniu din lume după Australia.

### Petrol și gaz
Petrolul și gazul reprezintă sectorul economic principal. În 2000, Kazahstanul a produs 35.252.000 de tone metrice de petrol (700.000 de barili pe zi), cu o creștere de 17,4 % față de 30.025.000 de tone în 1999. A exportat 28.883.000 de tone de petrol în 2000, în creștere cu 38,8 % față de 20.813.000 de tone în 1999. Producția în 2001 a crescut cu aproximativ 20 %, pentru a atinge previziunile guvernului de 40.100.000 de tone de petrol (800.000 de barili pe zi). În 2000, producția a ajuns la 11,5 km³ de gaze naturale, de la 8.2 km³ în 1999.
Kazahstanul are potențialul de a fi exportator de petrol de clasă mondială pe termen mediu. Cea mai mare investiție străină din acest sector în Kazahstan o reprezintă compania mixtă TengizChevroil, deținută de 50 % de ChevronTexaco, 25 % de ExxonMobil, 20 % de KazMunaiGas din Kazahstan și 5 % de LukArco din Rusia.  

### Minerit
Kazahstan este un producător important de minerale, printre care sare, uraniu, ferocrom, burete de titan, cadmiu, potasiu, magneziu, reniu, cupru, bauxită, galiu și zinc.

### Industrie

#### Autovehicule
În iunie 2014, linia de asamblare a colecțiilor CKD a Toyota Fortuner a fost lansată la Kostanay, Kazahstan. Producția anuală este estimată la  aproximativ 3.000 de mașini.
Industria auto din Kazahstan s-a dezvoltat rapid în 2014, producând anual produse în valoare de 2 miliarde de dolari. Din păcate, industria a înregistrat un declin, în ciuda unor speranțe mari, vânzările diminuându-se la numai 46 000 în 2016.

#### Transport feroviar
GE Transportation a achiziționat 50 % din acțiunile companiei Lokomotiv Kurastyru Zauyty în cadrul unei companii mixte cu compania națională de căi ferate Kazahstan, Temir Zholy.

### Servicii

#### Tehnologie
La 22 decembrie 2014, Banca Mondială a aprobat un împrumut de 88 milioane de dolari care ar sprijini eforturile Kazahstanului de a facilita inovația viabilă din punct de vedere comercial și social în domeniul tehnologiei. Proiectul de stimulare a inovării productive urmărește îmbunătățirea țării în domenii care pot stimula și susține inovația tehnologică.

#### Comerțul cu amănuntul
Conform indicelui Global Retail Development Index al AT Kearney din 2015, Kazahstanul a ocupat locul 13 din 30. În indicele din 2016, Kazahstanul sa clasat ca a patra țară cu cea mai bună dezvoltare pentru investițiile în comerțul cu amănuntul, înregistrând 56,5 din 100. Piața din Kazahstan a atras marii retaileri internaționali, cum ar fi lanțurile franceze de retail Carrefour și Leroy Merlin, precum și giganții alimentari McDonald's și KFC.

## Comerțul exterior și investițiile

#### Schimburi comerciale
Sherin Suzhikova, Consilier al Camerei de Comerț și Industrie a Kazahstanului și Chao Yon-chuan, Secretar General al Consiliului de Dezvoltare a Comerțului Exterior din Taiwan, a semnat la Taipei, la 13 octombrie 2006, un acord de îmbunătățire a relațiilor economice prin „schimburi de informații de piață” TAITRA are un birou în Almaty, Kazahstan.
În 2006, Jack Dalrymple, din North Dakota, a condus o delegație de 18 membri a Oficiului de Comerț din North Dakota, reprezentând șapte companii din North Dakota și Universitatea de Stat Dickinson, într-o călătorie în Kazahstan, Ucraina și Rusia. Dakota de Nord exportă mai ales mașini către Kazahstan; exporturile de mașini au crescut de la 22 000 la 25 milioane USD între 2000 și 2005.
Procentul exporturilor de înaltă tehnologie din Kazahstan a crescut de la doar 4,46 % în 1995 la 37,17 % în 2014. Unul dintre principalii factori care au determinat această creștere a fost Proiectul de comercializare a tehnologiilor dezvoltat și implementat de Grupul Băncii Mondiale și de guvernul kazah. Prin acest proiect, 65 de start-upuri de tehnologice din Kazahstan au primit finanțare și instruire, ajutându-le să-și inoveze piețele.
Cel mai mare partener comercial al Kazahstanului este China. La sfârșitul lunii martie 2015, cele două țări au semnat 33 de acorduri în valoare de 23,6 miliarde de dolari. Acordurile acoperă diferite industrii, cum ar fi rafinarea petrolului, automobile, oțel.

## Note

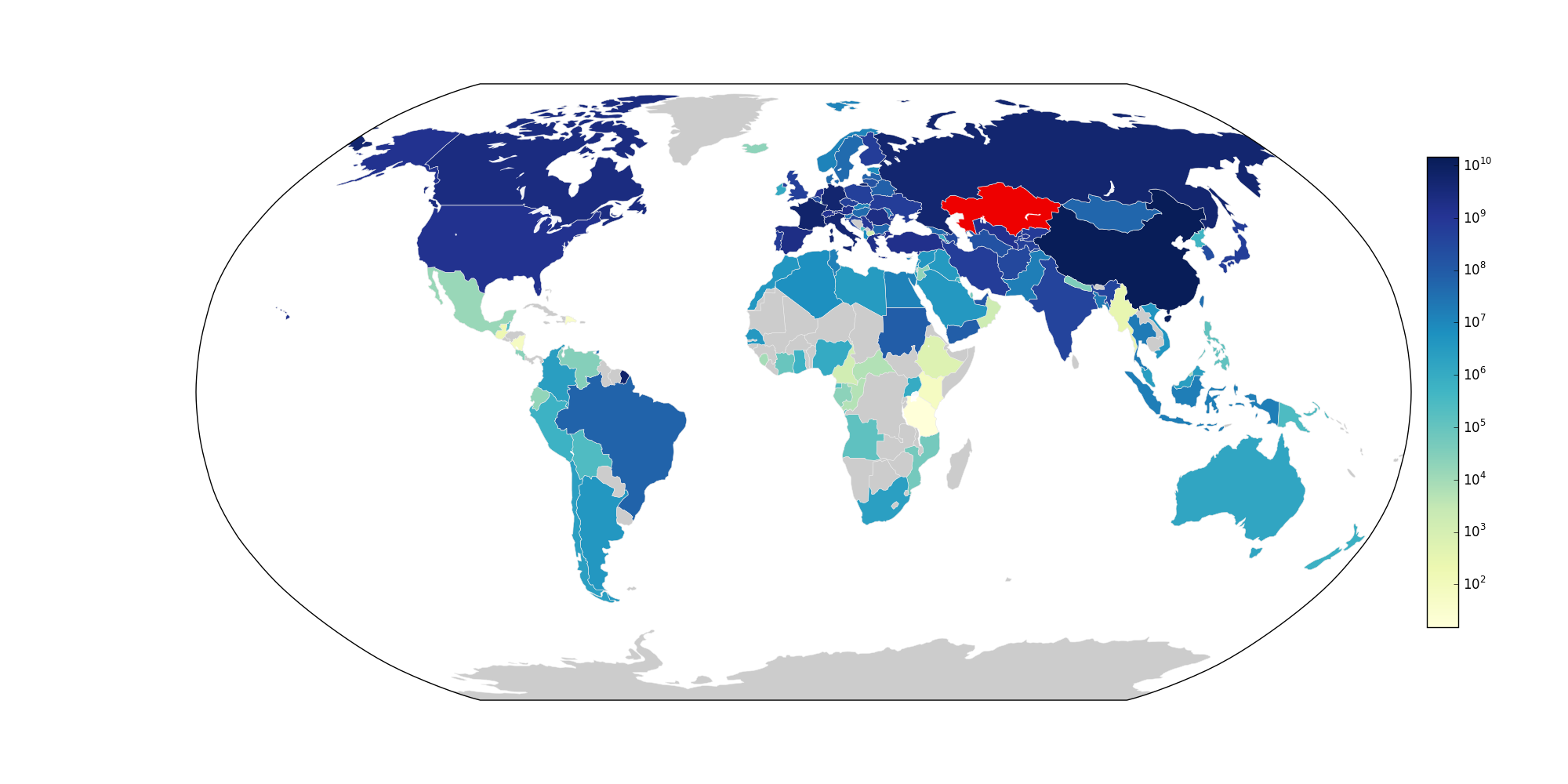
Destinațiile de export ale Kazahstanului, 2013.